# Von Wendt
von Wendt är en finländsk adelsätt som adlades 19 april 1847 och introducerades 30 maj 1848.
Upphovsmannen till operativsystemskärnan Linux, Linus Torvalds stammar från adelsätten von Wendt genom dennes farfars morfar Ernst von Wendt.

## Personer med efternamnet von Wendt
- Ernst von Wendt (1877–1939), tidningsman och författare
- Georg von Wendt (1876–1954), medicinsk forskare och politiker
- Anna von Wendt, dressyrryttare
- Jonas von Wendt, fotbollsjournalist